# اچ‌ام‌سی‌اس کواپل (دی‌دی‌ئی ۲۶۴)
اچ‌ام‌سی‌اس کواپل (دی‌دی‌ئی ۲۶۴) (به انگلیسی: HMCS Qu'Appelle (DDE 264)) یک کشتی است که طول آن ۳۶۶ فوت (۱۱۱٫۶ متر) می‌باشد. این کشتی در سال ۱۹۶۲ ساخته شد.